# República Socialista da Sérvia
A República Socialista da Sérvia (em servo-croata: Социјалистичка Република Србија / Socijalistička Republika Srbija), anteriormente conhecida como República Popular da Sérvia (em servo-croata: Народна Република Србија / Narodna Republika Srbija, lit. 'República Nacional da Sérvia'), comumente abreviada como RS da Sérvia, Sérvia Socialista ou simplesmente Sérvia, foi uma das seis repúblicas constituintes da República Socialista Federativa da Iugoslávia no que hoje são os estados modernos da Sérvia e o território disputado de Kosovo . Sua formação foi iniciada em 1941 e concluída entre 1944 e 1946, quando foi estabelecida como uma república federada dentro da Iugoslávia. Nessa forma, durou até as reformas constitucionais de 1990 a 1992, quando foi reconstituída como a República da Sérvia dentro da República Federal da Iugoslávia. Foi a maior república constituinte da Iugoslávia, em termos de população e território. Sua capital, Belgrado, também foi a capital federal da Iugoslávia.   

## História

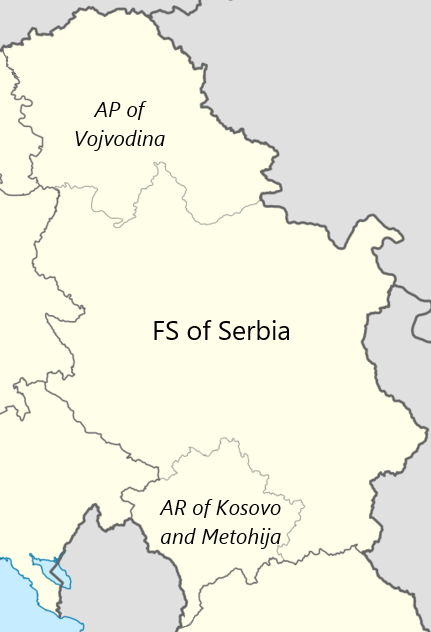
Mapa do Estado Federado da Sérvia (1945), com a Província Autônoma da Voivodina e a Região Autônoma do Kosovo e Metóquia

### Segunda Guerra Mundial
Após o colapso do Reino da Iugoslávia na Guerra de Abril (1941), todo o país foi ocupado e dividido entre as potências do Eixo. Os territórios centrais da Sérvia e a região norte de Banato foram ocupados pela Alemanha Nazista, que impôs controle direto sobre o Território do Comandante Militar na Sérvia, com um governo fantoche instalado em Belgrado. As regiões do sul de Metohija e Kosovo foram ocupadas pela Itália Fascista e anexadas à Albânia Italiana. A região de Bačka foi anexada pela Hungria, enquanto a Sírmia foi possuída pelo Estado Independente da Croácia. As partes do sudeste da Sérvia foram ocupadas pela Bulgária. 
No início da ocupação, havia dois movimentos de resistência: Chetniks e Partisans. Eles tinham programas ideológicos e políticos conflitantes, com os Chetniks abandonando os esforços iniciais de resistência conjunta ao lado dos Partisans no final da Revolta na Sérvia, mudando para uma ampla colaboração com as forças do Eixo. Os partidários defendiam a transformação da Iugoslávia em uma federação, com a Sérvia se tornando uma de suas unidades federais. No outono de 1941, as primeiras instituições provisórias foram estabelecidas por guerrilheiros em alguns territórios libertados, lideradas pelo Comitê Principal de Libertação Nacional da Sérvia. Estava sediada em Užice, e por isso o movimento ficou conhecido como República de Užice. Entretanto, a ofensiva alemã esmagou esse protoestado em dezembro do mesmo ano. Depois disso, as principais forças partisans deslocaram-se para a Bósnia. 

### República Popular da Sérvia

Bandeira do Estado Federado da Sérvia, em 1945

A Sérvia foi libertada no outono de 1944 pelas forças guerrilheiras e pelo Exército Vermelho. Logo após a libertação de Belgrado em 20 de outubro, a criação de uma nova administração foi iniciada. Em novembro de 1944, a Assembleia Antifascista para a Libertação Popular da Sérvia foi convocada, afirmando a política de reconstituição da Iugoslávia como uma federação, com a Sérvia como uma de suas unidades federais. Assim foram lançadas as bases para a criação do Estado Federado da Sérvia (em servo-croata: Социјалистичка Република Србија), como um estado federado dentro da nova Iugoslávia Federal Democrática.  
O processo foi formalizado em abril de 1945, quando a Assembleia Popular Povisória da Sérvia foi criada, nomeando também o primeiro Governo Popular da Sérvia. Duas regiões recentemente criadas, a Província Autônoma da Voivodina e a Região Autônoma do Kosovo e Metóquia, decidiram fundir-se na Sérvia.  Em 29 de novembro (1945), a Iugoslávia foi oficialmente proclamada como república federal, e em janeiro de 1946, após a adoção da primeira Constituição da Iugoslávia federal, o Estado Federado da Sérvia foi renomeado para República Popular da Sérvia (em servo-croata: Народна Република Србија / Narodna Republika Srbija).  
Em novembro de 1946, foram realizadas eleições para a Assembleia Constituinte da Sérvia,  e em janeiro de 1947, a Constituição da Sérvia foi adotada, reafirmando sua posição dentro da federação iugoslava e também regulamentando a posição das unidades autônomas (Voivodina como província autônoma; Kosovo e Metóquia como região autônoma). Em 1953, uma lei constitucional foi adotada, introduzindo mais reformas sociais.
Naquela época, a vida política interna na Sérvia era totalmente dominada pelo Partido Comunista da Sérvia, formado em maio de 1945 como um ramo do Partido Comunista da Iugoslávia. Para suprimir a oposição monarquista restante, os comunistas iniciaram a criação de uma coalizão política mais ampla, estabelecendo assim a Frente Popular da Iugoslávia (NFJ), em agosto de 1945. Outros partidos políticos foram rapidamente dissolvidos e os restos da vida política foram restringidos dentro do NFJ, que estava sob o controlo total do Partido Comunista no poder.   

### República Socialista da Sérvia

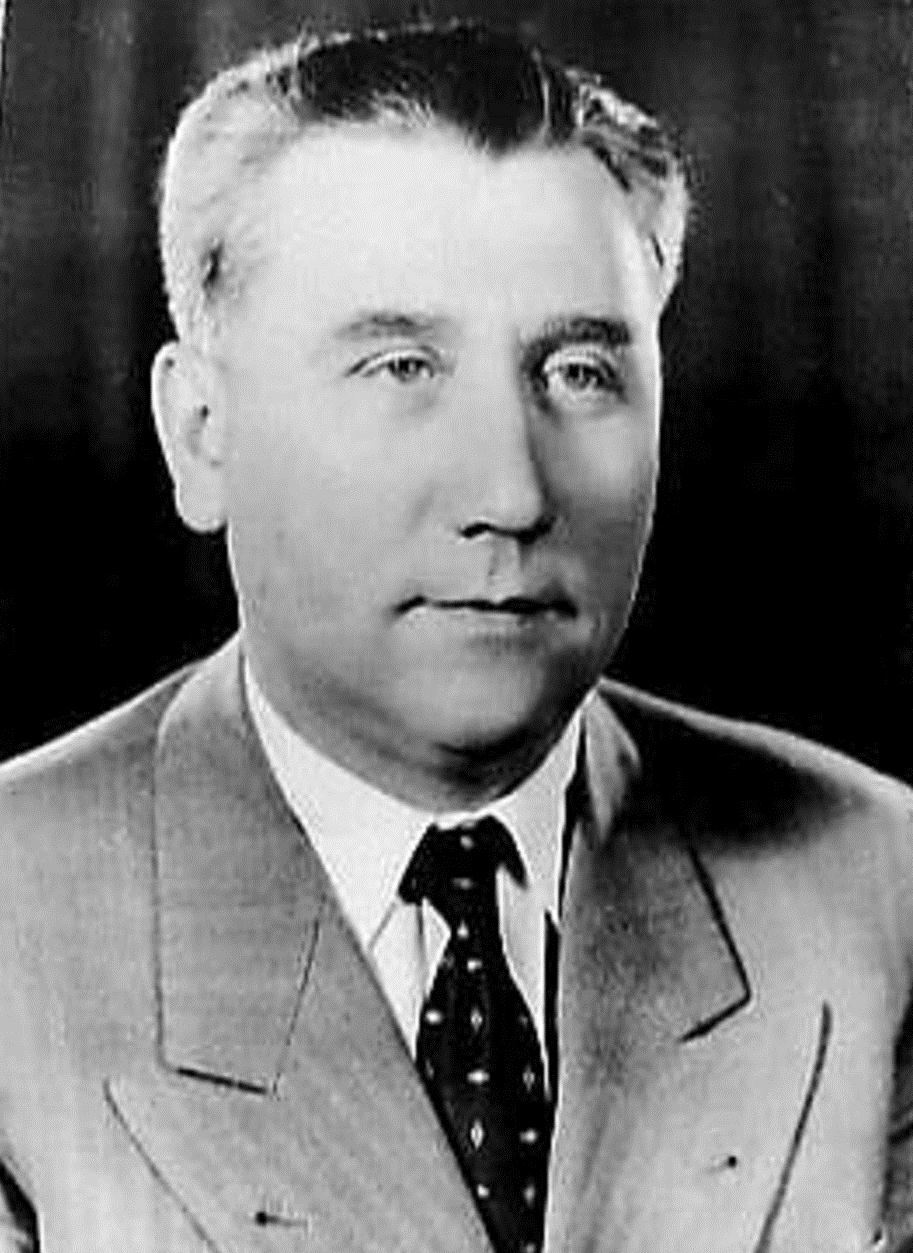
Aleksandar Ranković, vice-presidente da ASNOS e da Assembleia do Povo (1944–1946) e vice-presidente da Iugoslávia (1963–1966)

Em 1963, uma nova Constituição Iugoslava foi adotada, renomeando o estado federal para República Federativa Socialista da Iugoslávia, e suas unidades federais para repúblicas socialistas, introduzindo assim o nome: República Socialista da Sérvia (em servo-croata: Социјалистичка Република Србија / Socijalistička Republika Srbija).  
Em 1966, um dos sérvios mais proeminentes do Partido Comunista e também vice-presidente da Iugoslávia (1963-1966) e fundador da agência de inteligência iugoslava OZNA, Aleksandar Ranković foi removido de seus cargos devido a alegações de espionagem ao Presidente da Iugoslávia, Josip Broz Tito.  
Após a Primavera Croata, em 1971, quase toda a liderança do partido na Sérvia foi removida do cargo, sob a acusação de ser "liberal". Latinka Perović e Marko Nikezić foram marcados como líderes desse movimento liberal dentro da Liga dos Comunistas da Sérvia.
Em 1974, uma nova constituição foi adotada, aumentando os poderes das províncias e tornando-as repúblicas de facto. Pela primeira vez foi formada a instituição do presidente, como Presidente da Presidência da República Socialista da Sérvia. A Assembleia estava elegendo 15 membros da presidência e um presidente para um mandato de 4 anos e, posteriormente, um mandato de 2 anos. A nova constituição praticamente suspendeu a autoridade da Sérvia sobre as províncias. 
Após a adoção da nova constituição, Dragoslav Marković, então presidente da Sérvia, ordenou um estudo secreto sobre o assunto. Em Janeiro de 1975, a Presidência da República Socialista da Sérvia solicitou uma revisão das soluções constitucionais, explicando que a constituição dividia a república em três partes, impedindo assim a Sérvia de exercer o seu "direito histórico a um Estado-nação na federação iugoslava".  Além disso, o estudo solicitado por Marković foi concluído em 1977 e foi chamado de O Livro Azul. Embora houvesse opiniões divergentes na liderança do estado sobre a posição das províncias — por exemplo, Edvard Kardelj apoiou as demandas dos líderes sérvios — o resultado da arbitragem foi a conclusão de que a posição das províncias dentro da Sérvia não deveria ser alterada. A liderança federal, liderada por Tito, acreditava que a solução constitucional de 1974 poderia satisfazer todas as reivindicações da República Socialista da Sérvia, mas também respeitar as especificidades e interesses especiais das províncias autônomas. Embora o conflito tenha sido (temporariamente) pacificado dessa forma, a questão permaneceu sem solução. 
Durante a maior parte de sua existência na RFSI, a Sérvia foi leal e geralmente subordinada ao governo federal. Isso mudou após a morte de Josip Broz Tito em 1980, quando o nacionalismo albanês e sérvio surgiu no Kosovo. Em 1981, grandes protestos eclodiram no Kosovo exigindo o status de república. A Liga dos Comunistas estava dividida sobre como responder. Ao mesmo tempo, uma crise econômica começou na Iugoslávia. Os líderes do país não conseguiram realizar nenhuma reforma devido à instabilidade política. 
O presidente da Liga dos Comunistas da Sérvia, Slobodan Milošević, visitou Kosovo em abril de 1987 e prometeu ação rápida para proteger a paz e os sérvios do Kosovo. As tensões étnicas no Kosovo aumentaram quando um soldado albanês do Kosovo abriu fogo contra seus companheiros soldados em Paraćin, em um evento conhecido como massacre de Paraćin. O então presidente da Sérvia, Ivan Stambolić, queria fazer um acordo, em vez de uma solução rápida. Ele se viu em um confronto com Milošević. Este conflito culminou na 8ª Sessão e na substituição de Stambolić por Petar Gračanin como Presidente da Sérvia. 

### Reforma constitucional
Em 1988, novas emendas à Constituição Iugoslava foram adotadas, iniciando um processo de democratização. Durante 1988 e 1989, uma série bem-sucedida de golpes na liderança do Partido Comunista, conhecida como Revolução Antiburocrática, na Voivodina, Kosovo e Montenegro, substituiu lideranças autônomas nessas regiões. Os golpes foram liderados por Slobodan Milošević, apoiador do nacionalismo sérvio. Os eventos foram condenados pelos governos comunistas das repúblicas ocidentais da Iugoslávia (especialmente a RS da Eslovênia e a RS da Croácia), que resistiram com sucesso às tentativas de expandir a revolta para seus territórios e se voltaram contra Milošević. O crescente antagonismo acabou resultando na dissolução da Liga dos Comunistas da Iugoslávia em 1990 e, posteriormente, na desintegração da Iugoslávia. 
Em 1989, Slobodan Milošević foi eleito Presidente da Presidência Estatal da Sérvia. Ele exigiu que o governo federal iugoslavo agisse em prol dos interesses da Sérvia em Kosovo, enviando o Exército Popular Iugoslavo para reprimir o separatismo na província. Ao mesmo tempo, várias reformas do sistema eleitoral federal foram propostas, com a Sérvia apoiando o sistema "um cidadão, um voto", que daria a maioria dos votos aos sérvios. Naquela época, as tensões étnicas na Iugoslávia aumentaram, e a Liga dos Comunistas da Iugoslávia entrou em colapso, seguida pela crise das instituições federais. Após esses eventos, em 1989, a Assembleia da República Socialista da Sérvia votou por emendas constitucionais que revogaram a alta autonomia das províncias de Voivodina e Kosovo. 
Depois que as autoridades eslovenas proibiram um grupo de sérvios que apoiavam suas políticas de se reunir em Liubliana, Milosević iniciou uma guerra comercial com a República Socialista da Eslovênia no final de 1989. Este conflito sérvio-esloveno culminou em janeiro de 1990 no 14º Congresso da Liga dos Comunistas da Iugoslávia, quando os eslovenos abandonaram a reunião seguidos pelos delegados croatas. 
Depois de 1990, o estado era conhecido simplesmente como República da Sérvia (em servo-croata: Република Србија / Republika Srbija), e em dezembro do mesmo ano, Slobodan Milošević foi eleito o primeiro Presidente da República. Em 1992, quando a República Federal da Iugoslávia foi formada, a Sérvia se tornou uma de suas duas repúblicas constituintes. Em 2003, esta união estatal foi reformada na Sérvia e Montenegro,  e em 2006, a Sérvia tornou-se uma república independente após a separação de Montenegro.

## Divisões administrativas

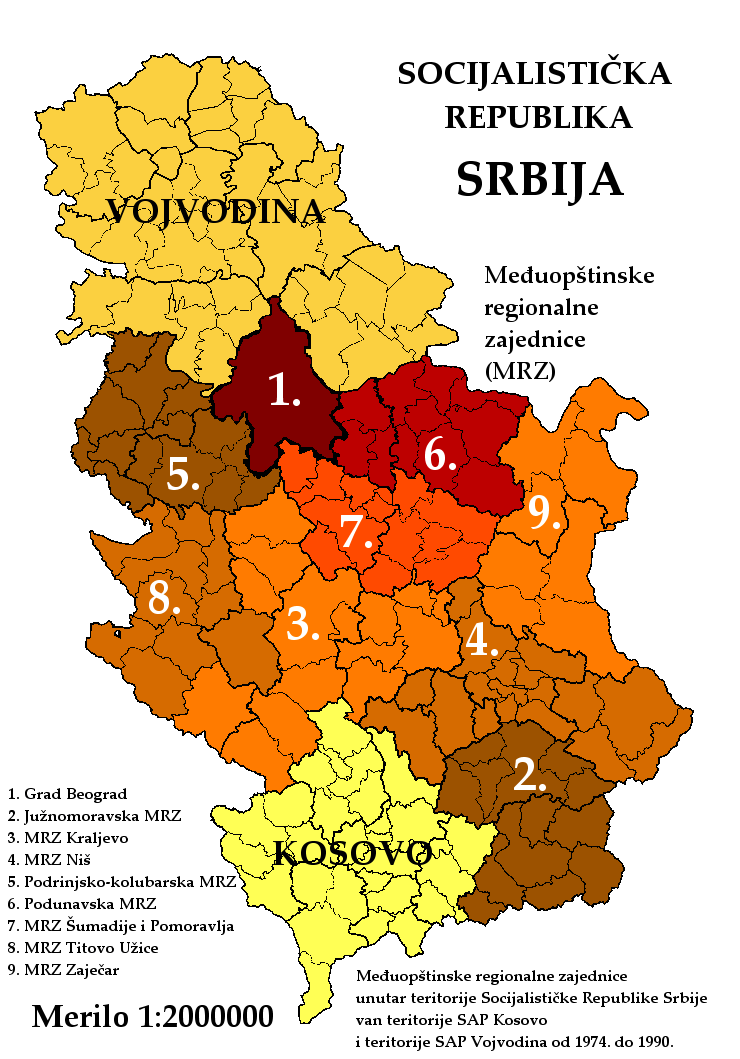
Divisões administrativas da RS da Sérvia 1974–1990

Na República Socialista da Sérvia existiam duas províncias autônomas: a Província Autônoma Socialista da Voivodina e a Província Autônoma Socialista do Kosovo. A parte central da República Socialista da Sérvia, localizada fora das duas províncias autônomas, era geralmente conhecida como "Sérvia propriamente dita" ("Uža Srbija").
Geograficamente, a RS da Sérvia fazia fronteira com a República Popular da Hungria ao norte, República Socialista da Romênia e República Popular da Bulgária a leste e República Popular Socialista da Albânia a sudoeste. Dentro da Iugoslávia, fazia fronteira com a República Socialista da Macedônia ao sul e com as repúblicas socialistas de Montenegro, Bósnia e Herzegovina e Croácia a oeste.

## Demografia

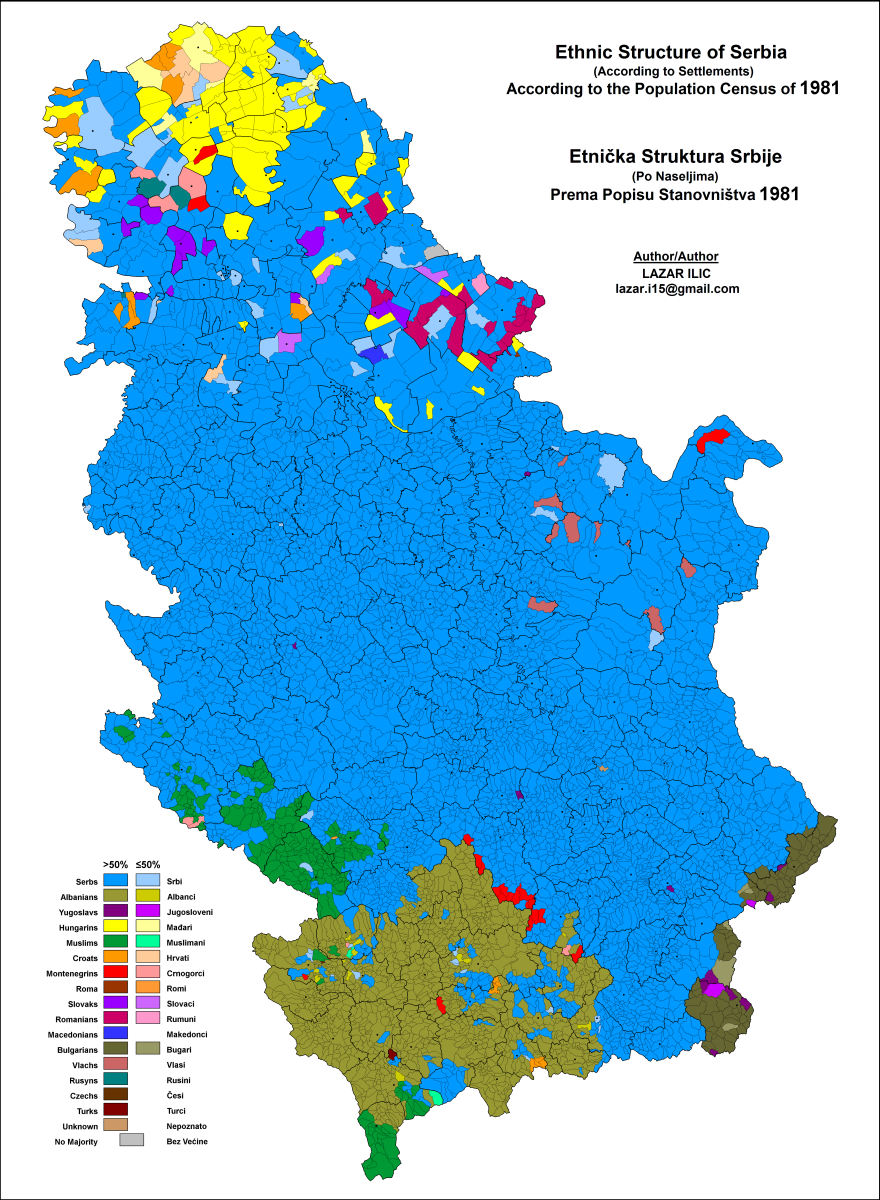
Grupos étnicos na Sérvia (1981)

### Censo de 1971
Em 1971, a população total da República Socialista da Sérvia era de 8.446.590 pessoas, incluindo: 
- Sérvios = 6.142.070 (72,7%)
- Albaneses = 984.761 (11,66%)
- Húngaros = 430.314 (5,10%)
- Croatas = 184.913 (2,19%)
- Muçulmanos Étnicos = 154.330 (1,83%)
- iugoslavos Étnicos = 123.824 (1,47%)
- Eslovacos = 76.733 (0,82%)
- Romenos (autodeclarados) = 57.419 (0,62%)
- Búlgaros = 53.800 (0,58%)
- Ciganos = 49.894 (0,54%)
- Macedônios = 42.675 (0,46%)
- Russinos = 20.608 (0,22%)
- Turcos = 18.220 (0,20%)
- Eslovenos = 15.957 (0,17%)
- "Valáquios" (Romenos) = 14.724 (0,16%)

### Censo de 1981
Em 1981, a população total da República Socialista da Sérvia era de 9.313.677 pessoas, incluindo: 
- Sérvios = 6.331.527 (67,96%)
- Albaneses = 1.303.032 (13,99%)
- Iugoslavos = 441.941 (4,75%)
- Húngaros = 390.468 (4,19%)
- Muçulmanos = 215.166 (2,31%)
- Croatas = 149.368 (1,60%)
- Ciganos = 110.956 (1,19%)
- Macedônios = 48.986 (0,53%)
- Eslovenos = 12.006 (0,13%)

## Política
Durante a era socialista na Iugoslávia, os únicos partidos políticos legais eram os três ramos da Liga Federal dos Comunistas da Iugoslávia (SKJ): Liga dos Comunistas da Sérvia (SKS), Liga dos Comunistas da Voivodina (SKV) e Liga dos Comunistas do Kosovo (SKK). A filial sérvia permaneceu relativamente estável e leal ao partido federal até o final da década de 1980, quando se dividiu sobre quais ações tomar em Kosovo quando protestos e brigas eclodiram entre albaneses étnicos e sérvios. 
Os comunistas mais tradicionais apoiaram o presidente Ivan Stambolić, que defendia a neutralidade contínua como meio de resolver a disputa; enquanto os membros mais radicais e nacionalistas apoiaram Slobodan Milosević, que defendia a proteção dos sérvios do Kosovo, que alegavam que sua população estava sendo pressionada a deixar Kosovo pelos separatistas albaneses. Milosević utilizou o sentimento público e a oposição ao separatismo albanês do Kosovo para reunir um grande número de apoiadores para ajudá-lo a derrubar a liderança comunista na Voivodina, Kosovo e na República Socialista de Montenegro, no que ficou conhecido como a Revolução Antiburocrática. Depois, a Liga Sérvia dos Comunistas escolheu Milosević como seu líder. Milosević assumiu uma posição dura em relação ao nacionalismo albanês em Kosovo e pressionou o governo iugoslavo a lhe dar poderes de emergência para lidar com os separatistas albaneses do Kosovo. Além disso, ele reduziu a autonomia das províncias autônomas de Kosovo e Voivodina e instalou políticos leais a ele para servirem como seus representantes. 
No congresso da Liga Iugoslava dos Comunistas em 1990, Milosević e seus representantes subordinados da Voivodina, Kosovo e República Socialista de Montenegro tentaram silenciar a oposição da República Socialista da Eslovênia, que se opôs às ações tomadas contra a liderança albanesa do Kosovo, bloqueando todas as reformas propostas pelos representantes eslovenos. A tática falhou e a Eslovênia, junto com sua aliada Croácia, abdicou do Partido Comunista Iugoslavo. Isso fez com que o Partido Comunista Iugoslavo se desintegrasse e, um ano depois, o próprio estado da Iugoslávia. 

## Governo
Desde 1945, o mais alto funcionário estatal da Sérvia, e portanto chefe de Estado de facto, era o Presidente da Assembleia Popular da Sérvia, que também presidiu a Presidência Coletiva da Assembleia Popular (1945-1953) e a Presidência da Assembleia (1953-1990). Em 1974, a nova Constituição da Sérvia foi adotada, e a presidência coletiva do estado foi formada, não como um comitê da Assembleia, mas como um órgão governante supremo. Desde então, o Presidente da Presidência atuou como o mais alto funcionário estatal da República Socialista da Sérvia. A princípio, o presidente era eleito para um mandato de 4 anos, mas em 1982 o mandato foi reduzido para 2 anos. 
O principal órgão executivo, desde 1945, era o Governo Popular da Sérvia. Em 1953, foi renomeado como Conselho Executivo da Sérvia. Serviu como braço executivo da Assembleia Popular. O Presidente do Conselho Executivo tinha o papel de Primeiro-ministro. 
- Lista de presidentes da Sérvia
- Lista de primeiros-ministros da Sérvia